# Leskeodon auratus
Leskeodon auratus là một loài rêu trong họ Daltoniaceae. Loài này được Müll. Hal. Broth. mô tả khoa học đầu tiên năm 1907.